# 뉴캐슬 이스트 엔드 FC
뉴캐슬 이스트 엔드 축구 클럽(Newcastle East End Football Club)은 19세기 말까지 존재하였던 잉글랜드의 축구 클럽이다. 타인 위어 주 뉴캐슬어폰타인을 연고로 하여 노던 리그와 FA컵에 참가한 바 있으며, 1892년 뉴캐슬 웨스트 엔드를 인수하고, 뉴캐슬 유나이티드로 합병되었다.